# Who's Laughing Now (L.A.P.D.)
Who's Laughing Now è un album della band L.A.P.D., conosciuta per essere la band di esordio della maggior parte degli attuali musicisti dei Korn.

## Tracce
1. P.M.S. – 5:11
2. Don't Label Me – 5:05
3. St. Ides – 4:32
4. All My Life – 0:41
5. Who's Got the Number – 2:29
6. Excuse Me – 4:46
7. Listen (Do What I Say) – 3:27
8. Doe Tee Beat – 0:15
9. Slicky Slixter – 2:36
10. Place in France – 2:15
11. Number 7 – 1:04

## Formazione
Gruppo
- Richard Moral - voce
- James Shaffer - chitarra
- Garr - basso
- David Silveria - batteria

Altri musicisti
- Valerie Hanna - cori
- Vince Suzuki - sassofono